# Oliver's Story
Oliver's Story è un film del 1978 di John Korty, seguito di Love Story.

## Trama
La vicenda riparte dal funerale di Jennifer Cavilleri. Oliver Barrett si scosta dalla bara attendendo la tumulazione della stessa, poi da qualche metro la osserva scendere nella tomba.
Passano un paio di anni e Oliver, un giovane avvocato che vive ancora nel ricordo dell'amata, passa tutto il suo tempo a studiare nella biblioteca legale per le cause che deve affrontare.
Il suocero cerca di spronarlo a riprendere la sua vita, a incontrare nuova gente, magari a trovarsi una nuova compagna, ma con risultati catastrofici.
Oliver cerca di risolvere il suo problema mediante appuntamenti con uno psicanalista, il Dottor Dienhart, e subissandosi di lavoro nelle cause che gli vengono affidate. Di queste, quella che maggiormente lo impegna è la difesa di un gruppo cooperativistico al quale riesce ad assicurare la protezione di Gentilano, un rappresentante della pubblica amministrazione.
Un giorno, camminando per Central Park, Oliver incontra e conosce Marcie Bonwit che, come lui, è una dissidente figlia di papà. Nasce un'amicizia che si trasforma in amore. Quando tutto sembra avviarsi verso una logica soluzione, Marcie convince l'amico ad accompagnarla ad Hong Kong dove possiede delle fabbriche di tessuti. Oliver ha così modo di scoprire che la Bonwit non è una negriera ma, ciò nonostante, tra di loro esiste ancora il fantasma dell'amata Jennifer. Oliver torna dal padre in occasione della festa offertagli dai suoi operai e il rampollo si rende conto che anche un industriale può fare del bene.